# Парламент Чехії
Парламент Чеської Республіки — вищий законодавчий орган Чехії, що складається з двох палат.

## Палата депутатів
Палата депутатів Чеської Республіки — нижня палата парламенту Чехії, що складається з 200 депутатів. Вона обирається строком на 4 роки.
Палата може поставити питання про недовіру уряду на вимогу 50 депутатів. Президент може за певних обставин розпустити палату.

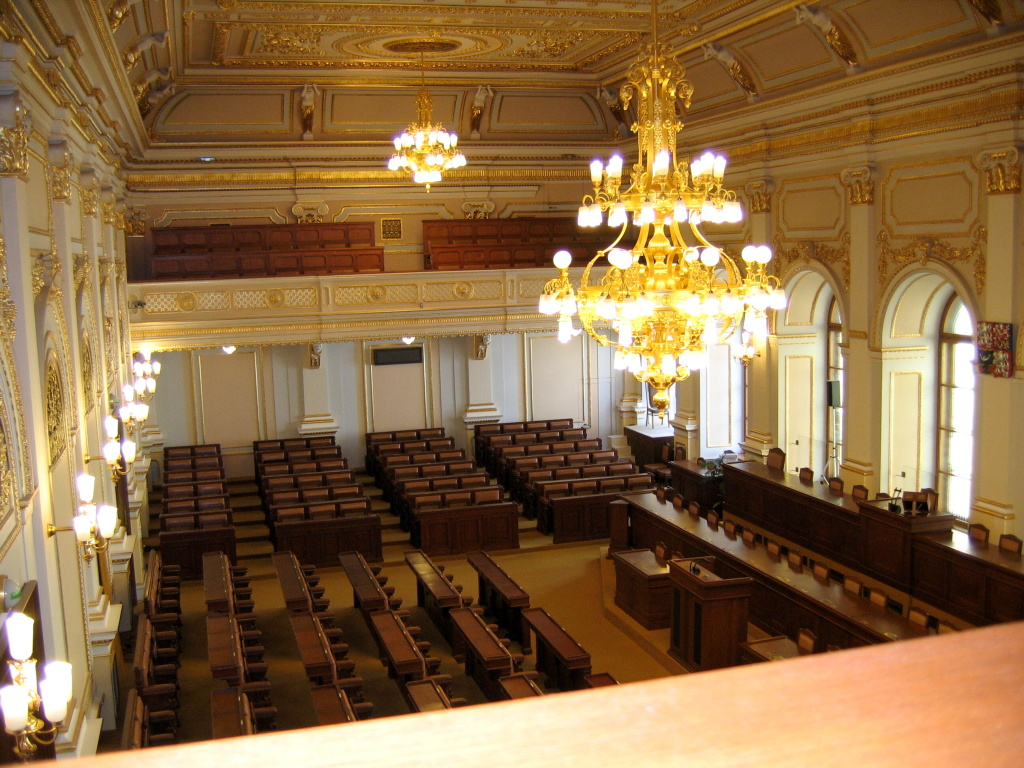
Зал засідань Палати депутатів

## Сенат
Сенат — верхня палата парламенту Чехії, що складається з 81 сенатора. Сенат обирається строком на 6 років, причому третина складу оновлюється кожні два роки. Сенат приймає бюджет Чехії, конституційні закони і міжнародні договори. Вони приймаються 3/5 голосів (близько 49 сенаторів). Сенат розпустити не можна.